# Буран (селище)
Бура́н (до 2016 року — Енгельсове) — селище в Україні, у Молодогвардійській міській громаді Луганського району Луганської області. З 2014 року є окупованим.

## Географія
Географічні координати Бурана: 48°17' пн. ш. 39°36' сх. д. Часовий пояс — UTC+2, з переходом на літній час UTC+3. Загальна площа Бурана — 4 км². Довжина селища Буран з півночі на південь — 1,5 км, зі сходу на захід — 2,7 км.  
Селище розташоване в східній частині Донбасу, на відстані 5,2 км від Сорокиного. Географічно відноситься до степової зони. 

## Історія
Селище Буран виникло у 1923 році у зв'язку з відкриттям шахти ім. Енгельса, яка діяла до 1942 року.
Земля, на якій розташоване селище відносилась до Краснянської волості Міуського, пізніше Таганрозького округу Області Війська Донського. Вугільні розробки почалися з початку ХХ сторіччя.
На фронтах Другої світової війни воювали 325 мешканців селища, з них загинуло 110. Нагороджено орденами та медалями 298 воїнів.
В 1940 році була відкрита шахта №18-біс, в 1972 році вона перейменована в «Енгельсівську». У зв’язку з виробленням запасів вугілля ця шахта закрита.
За високі показники в роботі 12 жителів були нагороджені орденами і медалями. Бригадиру вибійників В.О. Дриженко присвоєно звання Героя Соціалістичної Праці. Орденом Леніна нагороджено 13 чоловік, серед них О.Г. Титаренко, М.Є. Добрянський, А.І. Наумов, Р.О. Волковський, В.П. Масляников та інші.

## Населення
За даними перепису 2001 року населення смт становило 1196 осіб, з них 3,43% зазначили рідною мову українську, 96,07% — російську, а 0,5% — іншу.

## Соціальна сфера

### Освіта
Загальноосвітні навчальні заклади:
- Енгельсівська загальноосвітня школа І-ІІ ступенів № 18 (вул. К. Маркса, 11)

Дошкільні навчальні заклади:
- Дошкільний навчальний заклад № 38 «Вишенька» (вул. Куйбишева, 14)